# Andrea Garghella
Andrea Garghella (Padova, 20 settembre 1982) è un pallavolista italiano.
Gioca nel ruolo di schiacciatore nel Monselice Volley.

## Carriera
La carriera di Andrea Garghella inizia nel 1999 nelle giovanili del Petrarca Pallavolo; nella stagione 2000-01, passa alla neonata società Sempre Volley Padova, in Serie A1; nell'annata 2001-02 gioca per la Virtus Volley Fano, in Serie B1.
Nella stagione 2002-03 torna nella formazione di Padova, che nel 2009 adotterà la denominazione di Pallavolo Padova, cui disputa numerosi campionati di Serie A1 e di Serie A2, vincendo, nella stagione 2013-14, la Coppa Italia di Serie A2.
Dopo una lunga militanza nella club di Padova, per il campionato 2015-16 si accasa al Volley Castellana di Montecchio Maggiore, in Serie B1, mentre nella stagione successiva è al Monselice Volley, in Serie B.

## Palmarès

### Club
- Coppa Italia di Serie A2: 1

2013-14